# Asymmetronidae
Asymmetronidae é uma família de anfioxos. Estão descritos para esta família apenas dois gêneros:
- Asymmetron e
- Epigonichthys